# الطعم والتبديل
يُعدُّ الطُّعم والتبديل أو الإغراء والخداع (بالإنجليزية: Bait-and-switch)‏ أحد أشكال الاحتيال المستخدم في مبيعات التجزئة، ويُستخدم أيضًا في سياقات أخرى. أولاً، يتم "إغراء" العملاء بالمنتجات أو الخدمات الإعلانية التي يقدمها التجار بسعر منخفض، ولكن بعد ذلك، عندما يزورون المتجر، يكتشف هؤلاء العملاء أن السلع المعلن عنها غير متوفرة ويتم الضغط عليهم من قبل مندوبي المبيعات لشراء منتجات مماثلة ولكن بسعر أعلى.("التبديل").
تتمتع تقنيات الطعم والتبديل بتاريخ طويل وواسع النطاق كجزء من الثقافة التجارية. تظهر العديد من الاختلافات في أسلوب الطعم والتبديل، على سبيل المثال، في أقدم كتاب قصصي عن الاحتيال في الصين، وهو "كتاب المحتالين (The Book of Swindles) للكاتب تشانغ يينغيو (حوالي عام 1617).

## الوظيفة
الهدف من سياسة الطعم والتبديل هو تشجيع شراء السلع البديلة، مما يجعل المستهلكين راضين عن المخزون المتاح المعروض، كبديل لخيبة الأمل أو الإزعاج الناتج عن عدم الحصول على أي سلعة، والحساب على ما يبدو جزئيًا. استرداد التكاليف الغارقة التي أنفقت في محاولة الحصول على الطعم. وهو يشير إلى أن البائع لن يعرض المنتج أو الخدمة الأصلية المعلن عنها، بل سيعرض بدلاً من ذلك منتجًا أكثر تكلفة أو منتجًا بنفس السعر ولكن بجودة أقل. وفي كلتا الحالتين، يتوقع البائع أن يحصل على هامش أعلى على المنتج البديل.

## الشرعية
في الولايات المتحدة، رأت المحاكم أن المُزوّد الذي يستخدم عملية الطعم والتبديل قد يتعرض لدعوى قضائية من قبل العملاء بسبب الإعلانات الكاذبة، ويمكن مقاضاته بسبب انتهاك العلامة التجارية من قبل المصنعين المنافسين وتجار التجزئة وغيرهم ممن يستفيدون من بيع المنتج المستخدم كطعم. ومع ذلك، لن يكون هناك أي سبب لرفع الدعوى طالما أن المُزوّد قادر على بيع البضائع المعلن عنها فعليًا، حتى لو كان يدفع بقوة لمنتج منافس.
وبالمثل، فإن الإعلان عن عملية بيع مع النية في تخزين كمية محدودة من عنصر مُعلن عنه يؤدي إلى خسارة، وبالتالي بيعه، يعد أمرًا قانونيًا في الولايات المتحدة. يمكن للمزود أن يتهرب من المسؤولية إذا أوضح في إعلاناته أن كميات العناصر التي يتم عرض البيع لها محدودة، أو من خلال تقديم فحص على العناصر المباعة.
في إنجلترا وويلز، يُحظر الطعم والتبديل بموجب لوائح حماية المستهلك من التجارة غير العادلة لعام 2008؛ يمكن أن يؤدي انتهاك هذا القانون إلى ملاحقة جنائية وغرامة غير محدودة والسجن لمدة عامين. في كندا، هذا التكتيك غير قانوني بموجب قانون المنافسة. في أستراليا، يعتبر إعلان الطعم غير قانوني بموجب قانون المنافسة والمستهلك لعام 2010 (المعروف سابقًا باسم قانون الممارسات التجارية لعام 1974).

## أمثلة
- تتم مقابلة الطعم والتبديل (bait-and-switch job) عندما يقوم موظف محتمل بتعيين شخص آخر ليكون بديلاً له أثناء عملية مقابلة العمل.[6]
- يستخدم البائعون عبر الإنترنت سياسة الطعم والتبديل من خلال عرض صورة للعنصر المطلوب للحصول على المبيعات، ثم شحن نسخة أرخص.[7]
- ومن المعروف أيضًا أن وكلاء السيارات وسماسرة السيارات يستخدمون أشكالًا مختلفة من الطعم والتبديل أو أساليب مماثلة، مثل الإعلان عن المركبات عبر الإنترنت بسعر يبدو وكأنه صفقة رابحة، ليكتشف العميل فقط أن السيارة المحددة لم تعد متوفرة، بالإضافة إلى إضافة عدد كبير من الرسوم الإضافية أو حتى تغيير سعر البيع عند الاقتراب من إغلاق البيع.[8][9]

## السياسة
في وضع القوانين، يتم تقديم "مشاريع القوانين التوضيحية" التي تقترح تغييرات طفيفة في القانون بعناوين مبسطة (الطعم) إلى الهيئة التشريعية بهدف نهائي يتمثل في تغيير الصياغة بشكل جوهري (التبديل) في وقت لاحق من أجل محاولة تسهيل المرور لتعديل مثير للجدل أو كبير. يتم أيضًا اقتراح تغييرات في القواعد (الطعم) لتلبية المتطلبات القانونية للإشعار العام وجلسات الاستماع العامة الإلزامية، ثم يتم اقتراح قواعد مختلفة في الاجتماع النهائي (التبديل)، وبالتالي تجاوز هدف الإشعار العام والمناقشة العامة حول القواعد الفعلية التي تم التصويت عليها.